# ドキサプラム
ドキサプラム（Doxapram）は、呼吸興奮薬の一つである。商品名ドプラム。麻酔薬による呼吸抑制、肺の換気不全の際に点滴静脈注射で使用される。頚動脈小体および大動脈小体の化学受容器を刺激して反射性興奮を起こし、1回換気量と呼吸数を増加させる。

## 効能・効果
承認されている効能・効果は下記のものである。
1. 下記の状態における呼吸抑制ならびに覚醒遅延

麻酔時，中枢神経系抑制剤による中毒時
1. 遷延性無呼吸の鑑別診断
2. 急性ハイパーカプニアを伴う慢性肺疾患
3. 早産・低出生体重児における原発性無呼吸（未熟児無呼吸発作）

ブプレノルフィンの様な呼吸抑制を起こす薬物を過量投与した場合でナロキソンの効果が無かった際の次の治療にも有用である。
ドキサプラムは術後シバリングの抑制にもペチジンと同程度の有効性を持つ。

## 禁忌
- てんかんおよび他の痙攣状態の患者
- 呼吸筋・胸郭・胸膜等の異常により換気能力の低下している患者
- 重症の高血圧症および脳血管障害患者
- 冠動脈疾患、明瞭な代償不全性心不全
- 製剤成分に対し過敏症の既往歴のある患者
- 新生児、低出生体重児（早産・低出生体重児における原発性無呼吸（未熟児無呼吸発作）の患児を除く）
- 壊死性腸炎またはその疑いのある患児（早産・低出生体重児における原発性無呼吸（未熟児無呼吸発作）の患児の場合）

未熟児無呼吸発作を除く患児に禁忌とされている理由は、主に防腐剤として添加されているベンジルアルコールによる。（日本で入手できる製剤にはベンジルアルコールは用いられていない。）

## 副作用
重大な副作用として知られているものは、興奮状態（1.70%）、振戦（0.76%）、間代性痙攣、筋攣縮、テタニー、声門痙攣のほか、原発性無呼吸に使用する際の壊死性腸炎、胃穿孔、胃腸出血である。（頻度の記載がないものは頻度不明。）
その他の副作用に血圧上昇、心拍数増加、発汗、嘔吐がある。痙攣の発生が報告されている。

## 作用機序
ドキサプラムは頚動脈の頚動脈小体にある化学受容器を刺激し、脳幹の呼吸中枢を刺激する。

## 性状
ドキサプラムは白色の結晶性の固体であり、匂いはない。光および空気に安定である。水にやや溶け難く、エタノールにやや溶け易く、無水エーテルにほとんど溶けない。注射液のpHは2.9〜4.4である。ベンジルアルコールまたはクロロブタノールが添加されている。